# Liriomyza sativae
Liriomyza sativae är en tvåvingeart som beskrevs av Blanchard 1938. Liriomyza sativae ingår i släktet Liriomyza och familjen minerarflugor. Inga underarter finns listade i Catalogue of Life.